# تاریخ سازمان ملل متحد

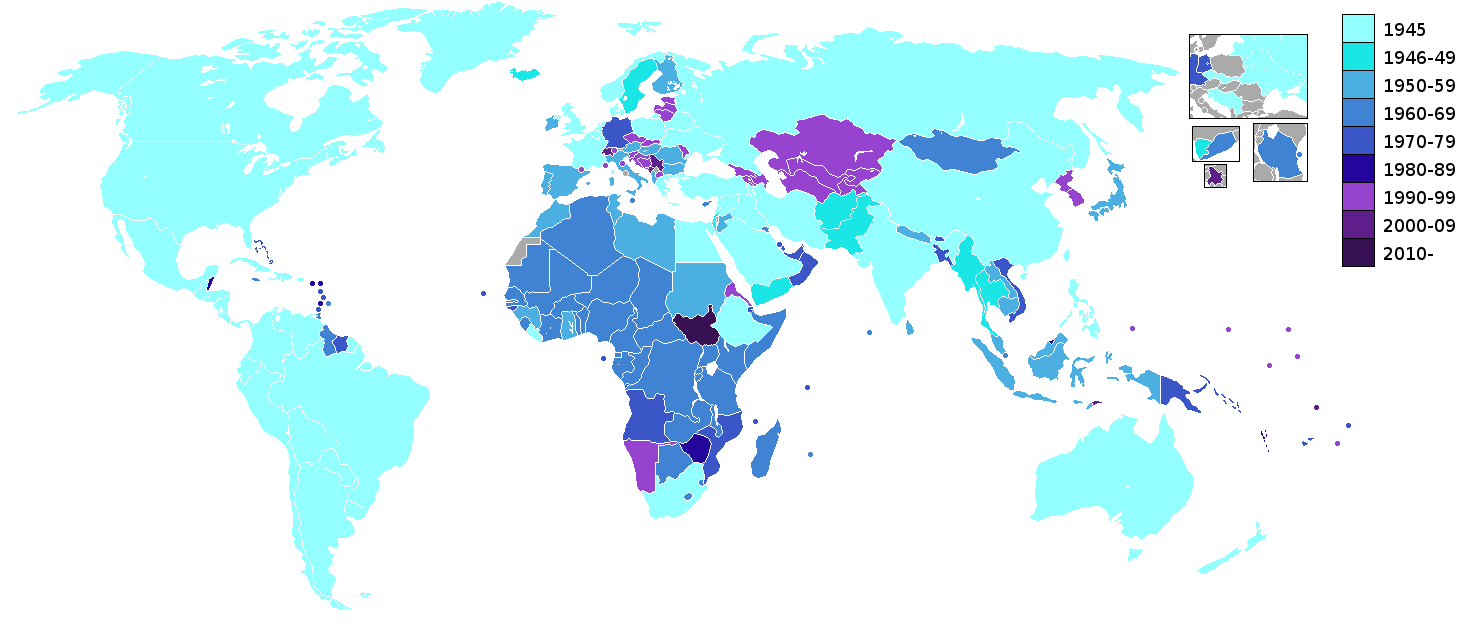
نقشه ای که زمان عضو شدن کشور ها در سازمان ملل را نشان می دهد

تاسیس سازمان ملل

تاریخ سازمان ملل به عنوان یک سازمان بین‌المللی در جنگ جهانی دوم ریشه دارد. و پس از این که کمک ها و فعالیت هایش را گسترش داد تبدیل به نمونه اولیه سازمان  بین‌المللی  اوایل قرن ۲۱ شد.

## نقاط عطف
در اکتبر ۲۰۱۵ بیش تر از ۳۵۰ نشانه در ۶۰ کشور جهان با رنگ آبی برای بزرگداشت ۷۰امین سالگرد تاسیس سازمان ملل روشن شد.